# Kukra - Hill
Kukra - Hill là một khu tự quản thuộc tỉnh Región Autónoma del Atlántico Sur, Nicaragua. Khu tự quản Kukra - Hill có diện tích 1193 ki lô mét vuông. Đến thời điểm năm 2005, huyện Kukra - Hill có dân số 8789 người.